# غريغ بورغس
غريغ بورغس (بالإنجليزية: Greg Burgess) هو ضابط أمريكي، ولد في 11 يناير 1972 في بالتيمور في الولايات المتحدة.

## وصلات خارجية
- غريغ بورغس على موقع الاتحاد الدولي للسباحة (الإنجليزية)
- غريغ بورغس على موقع أوليمبيديا (الإنجليزية)